# Уилсон, Рон (художник)
Рон Уилсон (англ. Ron Wilson; род. предположительно 16 февраля в Бруклине, Нью-Йорк) — американский автор комиксов, главным образом известен своей работой над персонажем Существо и выпуском Marvel Two-in-One. Уилсон 11 лет начиная с 1975 по 1986 год, рисовал комиксы с участием Существа.

## Биография
Рон Уилсон родился в Бруклине, Нью-Йорк, но его детство прошло в районе города Канарси.

## Карьера

Обложка выпуска Marvel Two-in-One #72 (февраль 1981г.). Художник Рон Уилсон и Чарльз Эбер.

В начале 1980-х Уилсон устроился работать в компанию комиксов Marvel Comics, где рисовал иллюстрации к комиксам и персонажам. Он нарисовал обложку для выпуска Marvel Two-in-One с 1975-1978 годов, с 1980 по 1983 год он работал над изображениями персонажей Билла Фостера, Люка Кейджа, Капитана Британия и над комиксом The Rampaging Hulk.
В 80-х годах после отмены выпуска Marvel Two-in-One, Уилсон начал сотрудничать с Джоном Бирном для работы над комиксом The Thing (1983-1986). В 1983 году он нарисовал картинки к выпуску Super Boxers (Marvel Graphic Novel #8). Уилсон нарисовал странички с картинками для комиксов Masters of the Universe (1986-1988), и Wolfpack. Работа Уилсона затронула комиксы о Мстителях, Капитане Америка, Железном человеке, What If…? И кроссовер The Deadly Hands of Kung Fu.
В 1990 году Уилсон проиллюстрировал комикс Urth 4 для компании Continuity Comics, затем вернулся в Marvel для участия в World Championship Wrestling 1993-1994. Его антология Marvel Comics Presents регулярно появлялась в изданиях Marvel. Уилсон вносил свой вклад не только комиксы в Marvel Comics, но и в DC Comics Milestone Media, рисуя картинки к персонажам, нарисовав обложку к комиксу Icon и мини-серии Arion the Immortal. В 2008 году он представил обложку второго номера мини-серии посвящённой спортивной борьбе, опубликованного Visionary Comics. Начиная с 2012 года, Уилсон готовил новый проект который дала ему компания Battle Rappers.

### Continuity Comics
- Urth 4 #4 (1990)

### DC Comics
- Arion the Immortal #1-6 (1992)
- Blood Syndicate' #14 (1994)
- Icon #11 (1994)
- Who's Who in the DC Universe Update 1993 #2 (1993)
- Who's Who: The Definitivd Directory of the DC Universe #17 (1986)

### Marvel Comics
- Avengers Annual #18 (1989)
- Captain America #383, Annual #6 (1982-1991)
- Chamber of Chills #7 (1973)
- Crazy Magazine #68 (1980)
- Deadly Hands of Kung Fu #27-29 (1976)
- Fantastic Four #179-181 (1977)
- Fantastic Four Roast #1 (1982)
- Gaint-Size Chillers #2 (1975)
- Gaint-Size Man-Thing #4 (1975)
- Gaint-Size Master of Kung Fu #1 (1974)
- The Hulk! #10-15, 17-18, 20, 22 (1978-1980)
- Marvel Comics Presents #11, 21, 23, 27, 49, 52, 85, 87, 94, 97, 113-118, 128-130, 140-141, 147-148 (1989-1994)
- Marvel Fanfare #48 (1989)
- Marvel Graphic Novel #8 (1984)
- Marvel Graphic Novel: Wolfpack (1987)
- Marvel Premiere #55 (1980)
- Marvel Super-Heroes vol. 2 #4-5, 9, 14 (1990-1993)
- Marvel Team-Up #47 (1976)
- Marvel Two-in-One #12-13, 16, 18, 21-23, 25-29, 31-34, 37-41, 67-69, 71-73, 77-87, 91-94, 96-98, 100, Annual #6-7 (1975-1983)
- Master of Kung Fu #21-28 (1974-1975)
- Masters of the Universe #1-13 (2986-1988)
- My Love #20 (1972)
- Official Handbook of the Marvel Universe #1-2, 4-6, 10-11, 13 (1983-1984)
- Official Handbook of the Marvel Universe Deluxe Edition #1, 6, 13, 18 (1985-1987)
- Official Handbook of the Marvel Universe Update '89 #8 (1989)Power Man and Iron Fist
- Power Man #21-23, 25, 37 (1974-1976)
- Questprobe #3 (1989)
- Savage Sword of Conan #95 (1983)
- Solo Avengers#18-20 (1989)
- The Spectacular Spider-Man #11 (1991)
- Tales of the Zombie #8-9 (1974-1975)
- The-Thing #1-33 (1983-1986)
- WCW World Championship Wrestling #1-2 (1992)
- Web of Spider-Man #82 (1991)
- What If...? #23, 27-30, 39, 45 (1980-1984)
- What If...? vol. 2 #1, 19, 28-29 (2989-1991)
- Wolfpack #1-12 (1988-1989)